# Savciukî, Radîvîliv
Savciukî (în ucraineană Савчуки) este un sat în comuna Kozîn din raionul Radîvîliv, regiunea Rivne, Ucraina.

## Demografie
Componența lingvistică a localității Savciukî
     Ucraineană (98,51%)
     Rusă (1,49%)
Conform recensământului din 2001, majoritatea populației localității Savciukî era vorbitoare de ucraineană (98,51%), existând în minoritate și vorbitori de rusă (1,49%).